# Sublatif
 (mars 2024).
Si vous disposez d'ouvrages ou d'articles de référence ou si vous connaissez des sites web de qualité traitant du thème abordé ici, merci de compléter l'article en donnant les références utiles à sa vérifiabilité et en les liant à la section « Notes et références ».
En linguistique, le sublatif est un cas locatif directif externe. Correspondant en hongrois aux suffixes -ra/re, il exprime le lieu sur lequel on va (ce qui équivaut en général à un allatif en finnois). Le finnois connaît aussi un cas sublatif de suffixe -alle/-älle/-nne qui ne s'utilise qu'avec un nombre limité de racines afin de produire des adverbes de lieu dynamique externe.